# Četvrtkovac
Četvrtkovac is een plaats in de gemeente Sunja in de Kroatische provincie Sisak-Moslavina. De plaats telt 350 inwoners (2001).